# Fiat 215 Montagna
Fiat 215 Montagna è un trattore agricolo italiano a ruote prodotto tra il 1963 e il 1968. Utilizzava un motore diesel della potenza di 23 CV cilindrata 1135 cm3. Aveva la caratteristica di essere articolato e con le 4 ruote di uguali dimensioni; la trazione integrale e la grande adattabilità a qualsiasi terreno. Macchina molto innovativa per il periodo non sfondò sul mercato e fu prodotta in pochi esemplari, oggi molto ambiti dai collezionisti. Il telaio che adottava era costruito dalla Calzolari.
Ne esisteva una versione articolata più compatta e più stretta, denominata Fiat 220, costruita su licenza Fiat dalla SILMS di Brandizzo (TO), molto più rara della 215 Montagna.